# Georg Olofsson
Anders Georg Olofsson, född 1894 i Motala, död okänt år, var en svensk målare.
Han var son till Anton Olofsson och Ellen Nyman och gift med Greta Hagström samt far till Pierre Olofsson. Han studerade vid Althins målarskola i Stockholm. Han deltog under första världskriget som soldat i den amerikanska armén och bosatte sig efter krigsslutet i Champigny-sur-Marne i Frankrike. Under sin tid i Frankrike medverkade han i utställningar på Parissalongen. 1925 utvandrade han till Amerika. Hans konst består av landskapsmålningar från Frankrike, Spanien och Marocko. Olofsson är representerad vid Motala museum.